# Championnats du monde Xterra 2001
Navigation
Édition précédente Édition suivante
Les championnats du monde Xterra 2001, organisé par la Team Unlimited, s'est déroulé le 22 octobre à Maui dans l'État d'Hawaï. Les triathlètes se sont affrontés lors d'une épreuve sur distance M, comprenant 1500 mètres de natation, 30 km de vélo tout terrain (VTT) et 10 km de course à pied hors route.

## Résultats
Les tableaux présentent les « Top 10 » hommes et femmes des championnats du monde. 
| Position           | Triathlète       | Pays           | Temps           |
| ------------------ | ---------------- | -------------- | --------------- |
| Médaille d'or      | Conrad Stoltz    | Afrique du Sud | 2 h 28 min 48 s |
| Médaille d'argent  | Kerry Classen    | États-Unis     | 2 h 37 min 2 s  |
| Médaille de bronze | Jimmy Riccitello | États-Unis     | 2 h 37 min 31 s |
| 4                  | Ned Overend      | États-Unis     | 2 h 38 min 5 s  |
| 5                  | Andrew Noble     | Australie      | 2 h 39 min 19 s |
| 6                  | Patrick Brown    | États-Unis     | 2 h 41 min 32 s |
| 7                  | Paul Amey        | Royaume-Uni    | 2 h 44 min 22 s |
| 8                  | Jimmy Archer     | États-Unis     | 2 h 44 min 29 s |
| 9                  | Jason Chalker    | Australie      | 2 h 45 min 24 s |
| 10                 | Wesley Hobson    | États-Unis     | 2 h 48 min 17 s |

| Position           | Triathlète       | Pays           | Temps           |
| ------------------ | ---------------- | -------------- | --------------- |
| Médaille d'or      | Anke Erlank      | Afrique du Sud | 3 h 0 min 59 s  |
| Médaille d'argent  | Cherie Touchette | États-Unis     | 3 h 11 min 51 s |
| Médaille de bronze | Kerstin Weule    | États-Unis     | 3 h 12 min 37 s |
| 4                  | Monique Merrill  | États-Unis     | 3 h 13 min 41 s |
| 5                  | Lesley Tomlinson | Canada         | 3 h 14 min 35 s |
| 6                  | Jamie Whitmore   | États-Unis     | 3 h 15 min 18 s |
| 7                  | Erin McCarthy    | États-Unis     | 3 h 15 min 30 s |
| 8                  | Candy Angle      | États-Unis     | 3 h 15 min 57 s |
| 9                  | Jenny Tobin      | États-Unis     | 3 h 16 min 16 s |
| 10                 | Linda Gabor      | États-Unis     | 3 h 17 min 50 s |